# Nueva visión (fotografía)

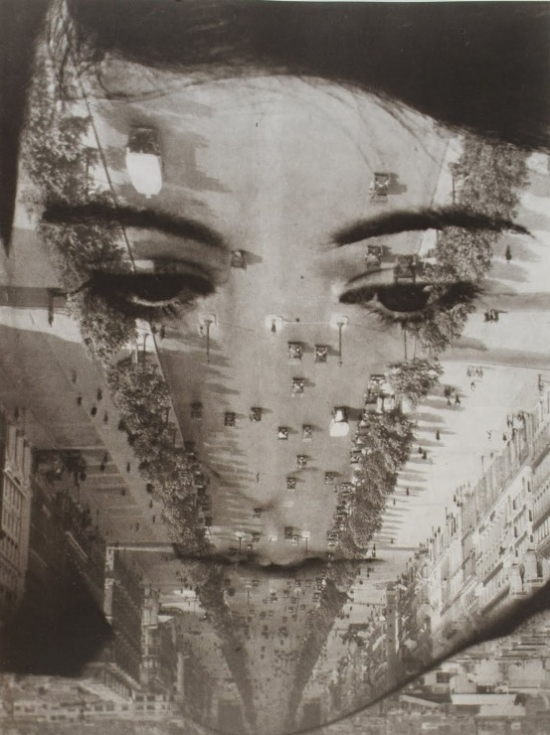
Fotomontaje de Aenne Biermann. París, 1929

La Nueva Visión, también conocido como Neues Sehen o Neue Optik fue un movimiento artístico no específico de la fotografía que se desarrolló en la década de 1920. Este movimiento se relaciona directamente con los planteamientos de la Bauhaus. Considera la fotografía como una práctica artística autónoma con sus propias leyes de composición e iluminación; en consecuencia el objetivo de la cámara se convierte en un segundo ojo para poder mirar el mundo. Esta nueva mirada se basa en el empleo de encuadres sorprendentes, en la búsqueda del contraste en las formas y en la luz, en el uso de planos en picado y contrapicado, etc. Es coetáneo a la Nueva objetividad con la que comparte la defensa de la fotografía como un medio específico de expresión artística, aunque Nueva visión defiende el experimentalismo y el uso de procedimientos técnicos en la expresión fotográfica.

## Orígenes
En el periodo de entreguerras se produce un cambio significativo en el campo de fotografía, por un lado existe una reacción a los planteamientos pictóricos y por otro un interés por nuevas formas de expresión artística. Las tres principales corrientes que surgen en esta época son la Nueva visión, la Nueva objetividad y la fotografía directa. En todas ellas se busca la especificidad del medio fotográfico y su separación de la pintura, desde estos movimientos se realizaron muchas críticas a las asociaciones fotográficas existentes que pretendían mantener los modelos pictóricos, se les acusó de insustanciales , de situarse en la perspectiva del ombligo ya que sólo atendían a sus propios presupuestos y de producir imágenes poco atractivas y alejadas de la realidad.
Pero el movimiento de la Nueva visión también recibe críticas de los componentes de la fotografía directa y la Nueva objetividad, que les acusa de experimentalismo, de incapacidad de producir de un modo uniforme, de realizar fotografías de aficionados con bajos niveles de calidad técnica. A esto último respondieron con la creación de clases de fotografía pura en la Bauhaus y con una evolución hacia una fotografía cada vez más objetiva.
Esta corriente estaba formada principalmente por jóvenes constructivistas rusos como Rodchenko y fotógrafos de la Bauhaus y entre sus recursos estilísticos se encontraban los encuadres desde puntos de vista muy exagerados, los experimentos de luces y sombras que en ocasiones producían grandes áreas muy oscuras en la foto, el uso de fotomontajes y collages y una composición fotográfica regida por los principios perceptivos de la Bauhaus de un modo estricto. La creatividad se observa más desarrollada en los temas que aborda y en la nueva interpretación dada a la toma fotográfica. 
Las obras suelen contener un cierto contenido didáctico ya que hace que el espectador se encuentre con una imagen que es difícil de reconocer como elemento de la realidad y a partir de ese momento la interpreta y la identifica. La consecuencia inmediata es la poca uniformidad en las obras y su carácter experiencial.

## Film und Foto
La exposición FiFo, organizada en 1929 por Deutscher Werkbund y realizada en Stuttgart, está considerada como la primera gran muestra de la fotografía moderna europea y americana, y sirvió de escaparate a las ideas artísticas de la Nueva Visión. Poco antes de realizarse en otoño de 1928 László Moholy-Nagy junto a Sigfried Giedion que estaban encargados de la sala principal de la exposición introdujeron un cambio en la programación prevista inicialmente y la convirtieron en la representación de la Nueva visión.
Esta exposición en la que se mostraron 1.200 obras de 191 artistas del cine, pintores, fotógrafos y de las artes visuales en general, se podría considerar como la culminación de una producción experimentalista en estos medios y en Alemania se convirtió en una retrospectiva de estas ideas antes de que se impusiera la rígida estética propugnada por el régimen nazi. De hecho autores como Lazlo Moholy-Nagy emigraron a Estados Unidos poco después. 
La selección de autores fue obra de diversos artistas, mientras Moholy-Nagy participó en la de fotógrafos europeos, Edward Weston se encargó de los americanos, entre otros estuvieron Berenice Abbott, Willi Baumeister, Marcel Duchamp, Hannah Höch, Eugène Atget, Man Ray, Alexander Rodtschenko, Edward Steichen, Imogen Cunningham, Charles Sheeler, Brett Weston, etc. Sin embargo, los trabajos elegidos destacaban por sus encuadres sorprendentes, como las fotos tomadas mientras caía en paracaídas por Willi Ruge, la utilización del fotomontaje, etc. Tras la asistencia a esta exposición el crítico Franz Roh escribió su ensayo llamado Foto-Auge (Foto-Ojo) en el que recoge que la fotografía ha cambiado de un modo definitivo. Esta exposición recorrió ese mismo año las ciudades de Zürich, Berlín, Danzig y Viena, y en 1931 en Tokio y Osaka.

## Autores
Algunos de los principales son:
- Aenne Biermann
- Erich Consemüller
- Andreas Feininger
- Lucia Moholy
- László Moholy-Nagy
- Walter Peterhans
- Aleksandr Ródchenko
- Umbo